# Place du marché de Pori
La place du marché de Pori (finnois : Porin kauppatori) est une place carrée au centre de Pori en Finlande.

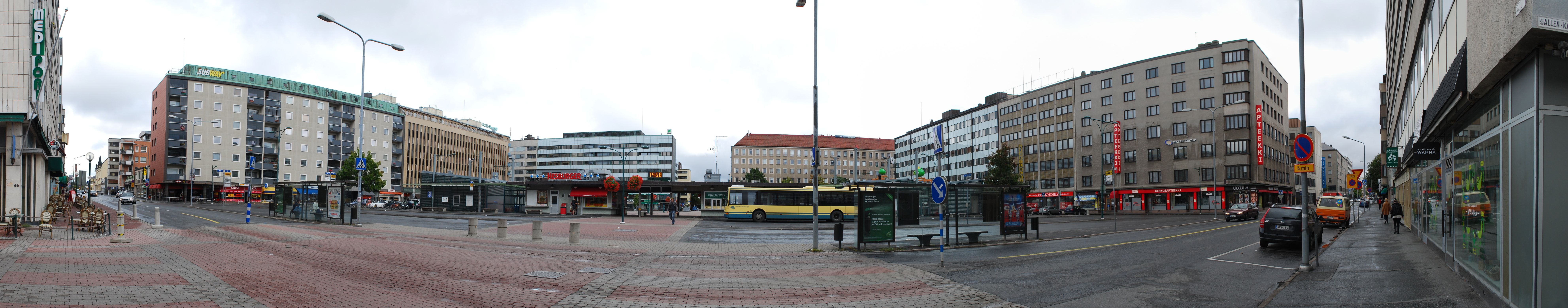
La place du marché de Pori.

## Histoire
La place principale de Pori était située devant l'ancienne mairie de Pori à l'emplacement du parc de la mairie (fi) actuel.

Au début du XIXe siècle, à l'endroit du parc de la mairie il y avait une place nommé Ny torget (nouvelle place de marché) sur les cartes.
Après l'incendie de 1852 la place du marché de Pori est progressivement déplacée vers son endroit actuel.

À l'époque la ville compte quatre places de marché.

En 1859, le tsar Alexandre II de Russie émet un décret selon lequel l'entreposage de marchandises est seulement autorisé sur la nouvelle place de marché.
La position centrale de la place date de cette période.
Au XXIe siècle, son importance diminue surtout pendant la période hivernale.

Une grande partie des événements de la place sont transférés vers la rue piétonne et la zone de Eetunaukio.

Le problème est de remplacer les marchands qui partent en retraite par de nouveaux venus

Dans les années 2007–2008, la place du marché est restaurée pour le 450e anniversaire de Pori.

La place est repavée et on dévoile la statue Toriparlamentti sculptée par Pertti Mäkinen.

## Galerie

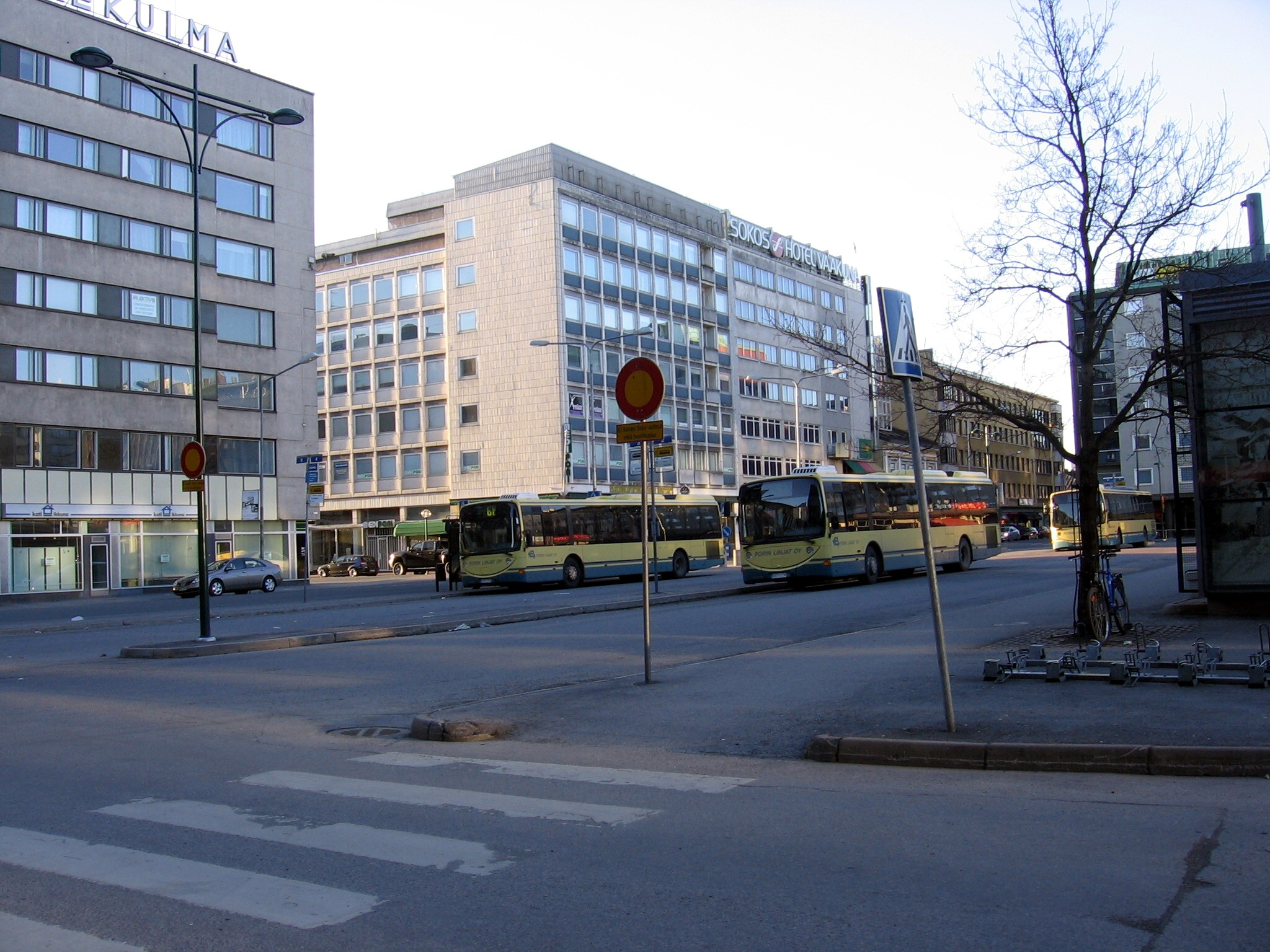
Le terminal des bus locaux.
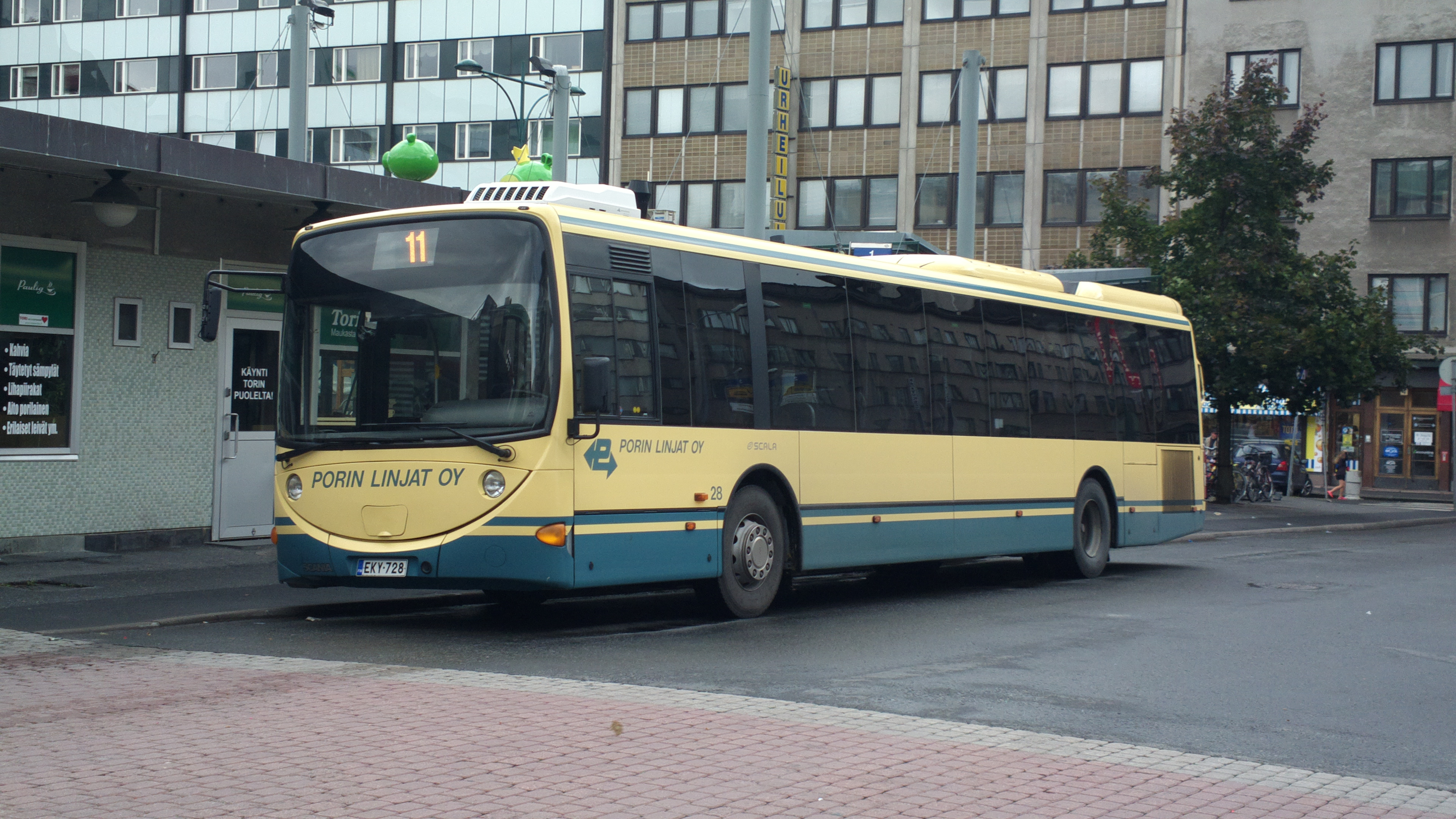
Le terminal des bus locaux.